# Антонов «М» (Е-153)
Антонов "М" (Е-153) (англ. Antonov M (E-153)) — прототип радянського експериментального винищувача, розроблений Олегом Антоновим.

## Історія
Антонов починав у Новосибірську, саме там він створив своє конструкторське бюро. Перш ніж переїхати в Київ у 1952 році, КБ Антонова розробило Ан-2 і розпочало роботу над іншими проєктами. Найсміливішим з них був, безумовно, “М” (Е-153) – реактивний винищувач із трапецевидним (майже трикутним) крилом. На той час, а це 1948-й, радянські авіаконструктори йшли крок за кроком, еволюційним шляхом, пристосовуючи звичні планери гвинтових літаків до реактивних двигунів і нових швидкостей.Був збудований літаючий планер для перших випробувань без двигуна, але роботи припинилися. Можливо, це сталося через революційність задуму. Але вже в Києві, наприкінці 1952 року Антонов повертається до теми бойових літаків. Починає розробляти надзвуковий винищувач із трикутним крилом і носовим повітрозабірником. Ця розробка залишилася на стадії ескізу, а КБ Антонова зосередилося на військово-транспортних літаках. Цей проект був першим (з двох відомих) спроб авіаконструктора Антонова створювати літаки-винищувачі. З ініціативною пропозицією щодо створення винищувача О. К. Антонов звернувся до Міністерства авіаційної промисловості СРСР на початку 1947 року, у відповідь отримавши схвалення М. В. Хрунічева.
Експериментальний винищувач «М» являв собою одномісний винищувач, виконаний за схемою «літаюче крило» і був оснащений двома турбореактивними двигунами РД-10 тягою по 900 кгс і трипорним шасі, що забирається в польоті. Роботи з цього проєкту велися з 1947 по 1948 роки. Перший варіант проєкту мав трапецієподібне крило з передкрилками по всьому розмаху і кінцеві елерони, що плавають, на аеродинамічних поверхнях зворотної стріловидності на кінцях крила. По кінцях крила розташовувалося вертикальне оперення задля забезпечення стійкості у польоті.
Озброєння винищувача складали чотири 23-мм гармати (або дві 23-мм і дві 37-мм), встановлені в носовій та підкрилових частинах фюзеляжу.
У такому вигляді проєкт проіснував недовго, був розроблений його одноруховий варіант із двигуном РД-45 тягою 2000 кгс з бічними повітрозабірниками. Також було змінено форму крила, збільшено його розмах і площу, елерони замінено на елевони.
Вироблявся на заводі №153 під керівництвом В. Н. Лісіцина.

## Технічні характеристики
- Розмах крила — 9,30 м;
- Довжина — 10,64 м;
- Висота — н/д;
- Площа крила — н/д;
- Масса:
- Порожнього літака — н/д;
- Повна — н/д;
- Тип двигуна — турбореактивний двигун РД-45;
- Екіпаж — 1 людина.